# Agnara fragilis
Agnara fragilis is een pissebed uit de familie Agnaridae. De wetenschappelijke naam van de soort is voor het eerst geldig gepubliceerd in 1908 door Gustav Budde-Lund.
Agnara fragilis is een terrestrische pissebedsoort die alleen voorkomt op Sri Lanka.